# پایگاه هوایی طائف
پایگاه هوایی طائف (به انگلیسی: Taif Air Base) یک فرودگاه است . این فرودگاه در شهر طائف کشور عربستان سعودی قرار دارد .